# Fritz Kutz
Fritz Kutz (* 15. April 1933) ist ein ehemaliger deutscher Fußballspieler, der von 1959 bis 1961 für den SC Chemie Halle zehn Spiele in der DDR-Oberliga, der höchsten Spielklasse im DDR-Fußball, bestritt.

## Sportliche Laufbahn
Bis 1959 spielte Fritz Kutz bei der Betriebssportgemeinschaft (BSG) Motor Ammendorf, zuletzt in der viertklassigen Bezirksliga Halle. 1958 war der Fußballschwerpunkt der Region SC Chemie Halle aus der Oberliga abgestiegen und trat in der Saison 1959 (Kalenderjahr-Spielbetrieb) mit einer neu zusammengestellten Mannschaft in der zweitklassigen DDR-Liga an. Zu den neuen Spielern gehörte auch der 26-jährige Kutz, der allerdings erst in der zweiten Saisonhälfte aufgeboten wurde und in sieben Punktspielen als Mittelfeldspieler eingesetzt wurde. Der SC Chemie kehrte nach einem Jahr wieder in die Oberliga zurück. Kutz wurde zwar für das Oberligaaufgebot 1960 nominiert, kam aber über die Rolle des Ersatzspielers nicht hinaus. Er wurde nur in fünf Punktspielen der Hinrunde eingesetzt, wobei er wieder als Mittelfeldspieler nur einmal in der Startelf stand. 1961 wurde der DDR-Fußball auf den Sommer-Frühjahr-Spielrhythmus umgestellt. Dazu wurde in der Oberliga bis 1962 eine 39-Spiele-Serie ausgetragen. Kutz wurde erneut für den Oberligakader gemeldet, bestritt aber nur fünf Punktspiele im ersten Drittel der Saison, bei denen er zweimal von Beginn an spielte. 1962 kehrte er zu Motor Ammendorf zurück, ohne noch einmal im höherklassigen Fußball aktiv zu werden.